# 高橋一郎 (実業家)
高橋 一郎（たかはし いちろう、1941年（昭和16年）10月27日 - 2010年（平成22年）12月11日）は、日本の実業家。東急ストア代表取締役社長。

## 人物・経歴
神奈川県出身。1964年立教大学経済学部卒業後、東京急行電鉄入社。
1967年東光ストア入社。1981年東急ストア取締役。1984年東急ストア常務取締役。1997年東急ストア専務取締役。2000年東急ストア代表取締役。2003年東急ストア代表取締役副社長。2005年東急ストア代表取締役社長。
2008年に株式交換により東京急行電鉄の完全子会社化し、2009年には東急ストア取締役相談役に退いた。
2010年急性肺炎のため死去。享年69。